# Пау Кабанес
Па́у Каба́нес де ла То́рре (ісп. Pau Cabanes de la Torre; нар. 17 лютого 2005, Борріана) — іспанський футболіст, нападник клубу «Вільярреал», який на правах оренди виступає за «Алавес».

## Клубна кар'єра

### «Вільярреал»
Виступав за молодіжні команди «Борріана» та «Рода», а 2019 року приєднався до академії «Вільярреала». В 2022-23 роках знову займався у системі «Роди». 12 березня 2023 року дебютував за «Вільярреал С» в матчі Терсери Федерасьйон проти «Хове». 24 вересня 2023 року в поєдинку проти «Асеро» забив свій перший гол у кар'єрі.
20 травня 2024 року в складі резервної команди дебютував у професіональному футболі, вийшовши на заміну Хорхе Паскуалю в матчі Сегунди проти «Альбасете».
30 вересня 2024 року дебютував в основному складі «Вільярреала» в матчі Ла-Ліги проти «Лас-Пальмаса», вийшовши на заміну Ільясу Ахомашу. 29 жовтня в поєдинку Кубка Іспанії проти «Побленсе» забив свій перший гол за «Вільярреал». 21 грудня 2024 року в матчі проти «Леганеса» вперше відзначився м'ячем у Ла-Лізі.

#### Оренда в «Алавес»
31 січня 2025 року продовжив контракт з «Вільярреалом» до 2028 року, перейшовши на правах оренди в «Алавес» до кінця сезону. 9 лютого 2025 року дебютував за нову команду в матчі Ла-Ліги проти «Хетафе», вийшовши на заміну Карлосу Мартіну.

## Статистика виступів
Станом на 29 березня 2025 
| Клуб              | Сезон             | Чемпіонат           | Чемпіонат | Чемпіонат | Кубок | Кубок | Єврокубки | Єврокубки | Всього | Всього |
| Клуб              | Сезон             | Дивізіон            | Матчі     | Голи      | Матчі | Голи  | Матчі     | Голи      | Матчі  | Голи   |
| ----------------- | ----------------- | ------------------- | --------- | --------- | ----- | ----- | --------- | --------- | ------ | ------ |
| Вільярреал Б      | 2023–24           | Сегунда Дивізіон    | 2         | 0         | —     | —     | —         | —         | 2      | 0      |
| Вільярреал Б      | 2024–25           | Прімера Федерасьйон | 11        | 2         | —     | —     | —         | —         | 11     | 2      |
| Вільярреал Б      | Всього            | Всього              | 13        | 2         | 0     | 0     | 0         | 0         | 13     | 2      |
| Вільярреал        | 2024–25           | Ла-Ліга             | 10        | 1         | 2     | 1     | 0         | 0         | 12     | 2      |
| → Алавес          | 2024–25           | Ла-Ліга             | 4         | 0         | 0     | 0     | 0         | 0         | 4      | 0      |
| Всього за кар'єру | Всього за кар'єру | Всього за кар'єру   | 25        | 3         | 2     | 1     | 0         | 0         | 29     | 4      |